# 1430年
| 千纪： | 2千纪 |
| 世纪： | 14世纪 \| 15世纪 \| 16世纪                                                                                 |
| 年代： | 1400年代 \| 1410年代 \| 1420年代 \| 1430年代 \| 1440年代 \| 1450年代 \| 1460年代                           |
| 年份： | 1425年 \| 1426年 \| 1427年 \| 1428年 \| 1429年 \| 1430年 \| 1431年 \| 1432年 \| 1433年 \| 1434年 \| 1435年 |
| 纪年： | 庚戌年（狗年）；明宣德五年；越南順天三年；日本永享二年                                                     |

## 大事记
- 1月7日——勃艮第公爵菲利普三世與葡萄牙的伊莎貝拉（英语：Isabella of Portugal, Duchess of Burgundy）結婚。
- 3月29日——奥斯曼帝国蘇丹穆拉德二世率軍攻占塞薩洛尼基，第一次威尼斯土耳其戰爭結束。
- 5月23日——圣女贞德在康白尼之圍中為勃艮第公國所俘。
- 成吉思汗長子朮赤的後裔哈吉·格來脫離金帳汗國建立克里米亞汗國，定都巴赫奇薩賴。
- 菲利普三世創立了勃艮第自己的騎士勛位：金羊毛騎士團。
- 十二月，郑和第七次下西洋。
- 孟加拉蘇丹國蘇丹賈拉魯丁·穆罕默德沙（英语：Jalaluddin Muhammad Shah）征服阿拉干，協助在蘇丹國避難的謬烏王國國王明蘇蒙（英语：Min Saw Mon）復國，從此謬烏王國成為孟加拉蘇丹國屬國。。

## 逝世
- 夏原吉，明朝大臣（出生于1365年）
- 薛禄，明朝大臣（出生于1371年）[來源請求]
- 10月27日——维陶塔斯，立陶宛大公（出生于1350年）